# Hendrik Redant
Hendrik Redant (Ninove, 1º novembre 1962) è un dirigente sportivo ed ex ciclista su strada belga.
Professionista dal 1987 al 1997, era uno specialista delle classiche: in carriera vinse una Parigi-Tours, la prima edizione della Japan Cup e numerose importanti semi-classiche belghe. Dal 1997 è direttore sportivo per formazioni professionistiche; dal 2019 al 2021 ha ricoperto la carica presso il team Team Qhubeka Assos, già Dimension Data e NTT, mentre dal 2022 è nello staff del team Human Powered Health.

## Palmares
- 1987 (Robland-Isoglass, una vittoria)

Omloop van het Houtland
- 1988 (Isoglass-EVM, tre vittorie)

Kuurne-Bruxelles-Kuurne
3ª tappa Driedaagse De Panne - Koksijde (De Panne > De Panne)
4ª tappa Giro del Belgio (Torhout > Werchter)
- 1989 (Lotto, due vittorie)

Le Samyn
Bruxelles-Ingooigem
- 1990 (Lotto, sei vittorie)

Le Samyn
Kuurne-Bruxelles-Kuurne
Kampioenschap van Vlaanderen
Circuit de Haute-Sambre
Classifica generale Tour de l'Oise
4ª tappa , 2ª semitappa Circuit de la Sarthe (Neuville-sur-Sarthe > Le Mans)
- 1991 (Lotto, tre vittorie)

Omloop der Vlaamse Ardennen - Ichtegem
Omloop van de Vlasstreek - Heule
1ª tappa Vuelta a Aragón (Calatorao > Huesca)
- 1992 (Lotto, nove vittorie)

1ª tappa Boland Bank Tour
Stadsprijs Geraardsbergen
6ª tappa Vuelta a Andalucía (Santa Fe > Granada)
3ª tappa Vuelta a los Valles Mineros (Tineo > La Fresneda)
1ª tappa Tour of Britain (Dundee > Dundee)
5ª tappa Tour of Britain (Nottingham > Leeds)
Grote Prijs Jef Scherens
Parigi-Tours
Japan Cup
- 1993 (Collstrop, due vittorie)

1ª tappa Route du Sud (Castres > Saint-Gaudens)
3ª tappa Tour de l'Armorique (Morlaix > Quimperlé)
- 1994 (ZG Mobili, cinque vittorie)

Grand Prix Desselgem
Erembodegem-Terjoden
Strand Classic
2ª tappa Boland Bank Tour
4ª tappa Boland Bank Tour
- 1995 (TVM, tre vittorie)

Grand Prix de la Ville de Zottegem
Omloop van het Waasland
3ª tappa Boland Bank Tour
- 1996 (TVM, due vittorie)

6ª tappa Volta a Portugal (Albergaria-a-Velha > Figueira de Castelo Rodrigo)
4ª tappa Boland Bank Tour

### Altri successi
- 1988 (Isoglass, una vittoria)

Kermesse di Zele
- 1990 (Lotto, una vittoria)

Criterium di Merbes-le-chateau
- 1991 (Lotto, una vittoria)

Kermesse di Izegem
- 1993 (Collstrop, due vittorie)

Criterium di Moorsele
Criterium di Portsmouth
- 1994 (ZG Mobili, tre vittorie)

Criterium di Aalst
Criterium di Johannesburg
Kermesse di Kortemark
- 1996 (TVM, una vittoria)

Kermesse di Kortemark
- 1997 (TVM, una vittoria)

Kermesse di Wanzele

## Piazzamenti

### Grandi Giri
- Giro d'Italia

1988: 124º
1994: ritirato
1996: ritirato
- Tour de France

1990: 130º
1991: 140º
1992: 122º
1994: 93º
1995: ritirato
- Vuelta a España

1993: 97º
1996: 115º

### Classiche monumento
- Milano-Sanremo

1987: 90º
1994: 79º
1995: 148º
- Giro delle Fiandre

1989: 51º
1900: 36º
1991: 39º
1993: 53º
1994: 74º
1995: 13º
1996: 81º
- Parigi-Roubaix

1989: 32º
1990: 83º
1991: 10º
1992: 10º
1993: 14º
1994: 24º
1995: 31º
1996: 33º